# Dothidea petiolaris
Dothidea petiolaris är en svampart som beskrevs av Schwein. 1832. Dothidea petiolaris ingår i släktet Dothidea och familjen Dothideaceae.   Inga underarter finns listade i Catalogue of Life.